# Arnold Keller (Generalstabschef)
Arnold Keller (* 24. Oktober 1841 in Lenzburg; † 18. Juni 1934 in Bern, katholisch, später christkatholisch, heimatberechtigt in Sarmenstorf, ab 1869 in Aarau sowie ab 1874 in Olsberg) war ein Schweizer Militär.

## Leben
Arnold Keller wurde am 24. Oktober 1841 in Lenzburg als Sohn des Politikers und Mitbegründers der Christkatholischen Kirche Augustin Keller geboren.  Keller nahm ein Studium der Rechte an den Universitäten Heidelberg, Zürich und Berlin auf, das er 1866 mit dem Fürsprecherexamen abschloss.
In der Folge war er zunächst bis 1867 als Anwalt, daran anschliessend bis 1876 als Schreiber am Kriminalgericht, später am Obergericht in Aarau tätig. 1876 übernahm Keller die Stelle als Sektionschef im Eidgenössischen Stabsbüro in Bern, die er bis 1890 innehatte. Im unmittelbaren Anschluss fungierte er bis 1905 als erster definitiver Generalstabschef der Schweizer Armee. Zuletzt bekleidete Keller den Rang eines Oberstdivisionärs.
Arnold Keller heiratete im Jahr 1872 Sophie Elise Clara Schmidlin, die Tochter des Stadtammanns von Aarau und Artillerieobersten Gabriel Theodor Schmidlin. Ihre gemeinsame Tochter war die Zeichnerin, Entwerferin und Kunsthandwerkerin Ella Keller.
Arnold Keller verstarb am 18. Juni 1934 wenige Monate vor Vollendung seines 93. Lebensjahres in Bern.

## Wirken
Arnold Keller ging davon aus, dass im Falle eines bewaffneten Konfliktes zwischen Nachbarländern diese die Neutralität der Schweiz eventuell nicht respektieren würden. Dazu liess Keller ab 1890 die hypothetischen Szenarien von Grenzverletzungen durch Frankreich (Dossier von 1896) und Deutschland (Dossier von 1899, revidiert 1902) prüfen.
Er verfasste mehrere Schriften, unter anderem „Der Dienst der Stäbe“ (1889), vor allem aber seine zwischen 1906 und 1922 entstandene „Militärgeographie der Schweiz und ihrer Grenzgebiete“, bestehend aus 34 als „geheim“ eingestuften Manuskriptbänden. In diesem geopolitischen Werk befasste Keller sich mit dem Schweizer Territorium und seinen Grenzen, namentlich mit der Topografie und Hydrografie, der Demografie, dem Strassen- und Schienennetz, der Wirtschaft, den politischen und administrativen Strukturen, der militärischen Organisation und den Festungen.
Auf dieser Grundlage beschrieb er dann die Operationen und Manöver, die sich auf der Karte auf Grund der Geländeverhältnisse aufdrängten. Sein auf dem Bewegungskrieg basierendes Verteidigungskonzept sah operative Gegenschläge, eine Hauptverteidigungslinie entlang dem Rand des Mittellands und Offensivkämpfe zwischen dieser Verteidigungslinie und der Landesgrenze vor. Keller schloss die Möglichkeit einer befestigten Stellung im Mittelland, den Voralpen oder in den Alpen nicht aus und nahm damit das Réduit-Konzept des Zweiten Weltkriegs vorweg. 1901 erhielt Keller die Ehrendoktorwürde  der Universität Basel.